# España en la Copa Mundial de Fútbol de 2018
La selección de España fue uno de los 32 equipos participantes en la Copa Mundial de Fútbol de 2018, torneo que se llevó a cabo del 14 de junio al 15 de julio en Rusia.
La participación de la selección española se vio marcada por la polémica días antes de su inicio en la competición, cuando su entrenador Julen Lopetegui fue despedido por la Real Federación Española de Fútbol acusado de negociar a sus espaldas con el Real Madrid, equipo que había confirmado que Lopetegui sería su entrenador para la temporada 2018-19. Fernando Hierro, antiguo secretario técnico de la selección, y con una breve carrera como entrenador, fue su sustituto.

## Clasificación

### Grupo G
| Equipo              | Pts | PJ | PG | PE | PP | GF | GC | Dif |
| ------------------- | --- | -- | -- | -- | -- | -- | -- | --- |
| España              | 28  | 10 | 9  | 1  | 0  | 36 | 3  | 33  |
| Italia              | 23  | 10 | 7  | 2  | 1  | 21 | 8  | 13  |
| Albania             | 13  | 10 | 4  | 1  | 5  | 10 | 13 | -3  |
| Israel              | 12  | 10 | 4  | 0  | 6  | 10 | 15 | -5  |
| Macedonia del Norte | 11  | 10 | 3  | 2  | 5  | 15 | 15 | 0   |
| Liechtenstein       | 0   | 10 | 0  | 0  | 10 | 1  | 39 | -38 |

| Fecha                   | Lugar     | Local         |                                | Resultado                                                      |                                | Visitante     |
| ----------------------- | --------- | ------------- | ------------------------------ | -------------------------------------------------------------- | ------------------------------ | ------------- |
| 5 de septiembre de 2016 | León      | España        | Bandera de España              | 8 – 0 Archivado el 22 de diciembre de 2017 en Wayback Machine. | Bandera de Liechtenstein       | Liechtenstein |
| 6 de octubre de 2016    | Turín     | Italia        | Bandera de Italia              | 1 – 1 Archivado el 22 de diciembre de 2017 en Wayback Machine. | Bandera de España              | España        |
| 9 de octubre de 2016    | Shkodër   | Albania       | Bandera de Albania             | 0 – 2 Archivado el 22 de diciembre de 2017 en Wayback Machine. | Bandera de España              | España        |
| 12 de noviembre de 2016 | Granada   | España        | Bandera de España              | 4 – 0 Archivado el 22 de diciembre de 2017 en Wayback Machine. | Bandera de Macedonia del Norte | Macedonia     |
| 24 de marzo de 2017     | Gijón     | España        | Bandera de España              | 4 – 1 Archivado el 22 de diciembre de 2017 en Wayback Machine. | Bandera de Israel              | Israel        |
| 11 de junio de 2017     | Skopje    | Macedonia     | Bandera de Macedonia del Norte | 1 – 2 Archivado el 22 de diciembre de 2017 en Wayback Machine. | Bandera de España              | España        |
| 2 de septiembre de 2017 | Madrid    | España        | Bandera de España              | 3 – 0 Archivado el 12 de diciembre de 2017 en Wayback Machine. | Bandera de Italia              | Italia        |
| 5 de septiembre de 2017 | Vaduz     | Liechtenstein | Bandera de Liechtenstein       | 0 – 8 Archivado el 3 de enero de 2018 en Wayback Machine.      | Bandera de España              | España        |
| 6 de octubre de 2017    | Alicante  | España        | Bandera de España              | 3 – 0 Archivado el 9 de diciembre de 2017 en Wayback Machine.  | Bandera de Albania             | Albania       |
| 9 de octubre de 2017    | Jerusalén | Israel        | Bandera de Israel              | 0 – 1                                                          | Bandera de España              | España        |

### Goleadores
| Jugador          | Goles | Asistencias | Minuto | PJ |
| ---------------- | ----- | ----------- | ------ | -- |
| Álvaro Morata    | 5     | 1           | 212    | 5  |
| Diego Costa      | 5     | -           | 406    | 5  |
| Isco             | 5     | 2           | 400    | 8  |
| David Silva      | 5     | 4           | 728    | 9  |
| Vitolo           | 4     | 1           | 394    | 5  |
| Lucas Pérez      | 2     | -           | 95     | 3  |
| Nolito           | 1     | 3           | 74     | 2  |
| Rodrigo          | 1     | -           | 82     | 1  |
| Sergi Roberto    | 1     | -           | 90     | 1  |
| Juliano Bellerin | 1     | -           | 90     | 1  |
| Aritz Aduriz     | 1     | -           | 104    | 3  |
| Nacho Monreal    | 1     | 1           | 360    | 4  |
| Thiago Alcântara | 1     | 2           | 548    | 8  |
| Sergio Ramos     | 1     | 1           | 710    | 9  |
| Andrés Iniesta   | 3     | 2           | 490    | 6  |
| Héctor Bellerín  | 3     | 2           | 565    | 8  |
| Sergio Busquets  | 3     | 2           | 810    | 9  |

## Preparación

### Partidos previos
Datos correspondientes al periodo entre la finalización de la Eurocopa 2016 y el inicio de la Copa Mundial de Fútbol de 2018
| Fecha                   | Lugar           | Competición |            |                       | Resultado |                       |            |
| ----------------------- | --------------- | ----------- | ---------- | --------------------- | --------- | --------------------- | ---------- |
| 1 de septiembre de 2016 | Bruselas        | Amistoso    | Bélgica    | Bandera de Bélgica    | 0:2 (0:1) | Bandera de España     | España     |
| 15 de noviembre de 2016 | Londres         | Amistoso    | Inglaterra | Bandera de Inglaterra | 2:2 (1:0) | Bandera de España     | España     |
| 28 de marzo de 2017     | Saint-Denis     | Amistoso    | Francia    | Bandera de Francia    | 0:2 (0:0) | Bandera de España     | España     |
| 7 de junio de 2017      | Murcia          | Amistoso    | España     | Bandera de España     | 2:2 (1:1) | Bandera de Colombia   | Colombia   |
| 11 de noviembre de 2017 | Málaga          | Amistoso    | España     | Bandera de España     | 5:0 (2:0) | Bandera de Costa Rica | Costa Rica |
| 14 de noviembre de 2017 | San Petersburgo | Amistoso    | Rusia      | Bandera de Rusia      | 3:3 (1:2) | Bandera de España     | España     |
| 23 de marzo de 2018     | Düsseldorf      | Amistoso    | Alemania   | Bandera de Alemania   | 1:1 (1:1) | Bandera de España     | España     |
| 27 de marzo de 2018     | Madrid          | Amistoso    | España     | Bandera de España     | 6:1 (2:1) | Bandera de Argentina  | Argentina  |
| 3 de junio de 2018      | Villarreal      | Amistoso    | España     | Bandera de España     | 1:1 (1:0) | Bandera de Suiza      | Suiza      |
| 9 de junio de 2018      | Krasnodar       | Amistoso    | Túnez      | Bandera de Túnez      | 0:1 (0:0) | Bandera de España     | España     |

#### Bélgica vs España
| 1 de septiembre de 2016 | Bélgica | 0:2 (0:1) | España         | King Baudouin Stadium, Bruselas                            |                                                            |
|                         |         |           | Silva 34', 64' | Asistencia: 28 000 espectadores Árbitro(s): Benoît Bastien | Asistencia: 28 000 espectadores Árbitro(s): Benoît Bastien |

| Uniformes | Uniformes |
| --------- | --------- |
|           |           |

#### Inglaterra vs España
| 15 de noviembre de 2016 | Inglaterra             | 2:2 (1:0) | España                      | Estadio de Wembley, Londres                                |                                                            |
|                         | Lallana 9' · Vardy 48' |           | Iago Aspas 89' · Isco 90+6' | Asistencia: 83 716 espectadores Árbitro(s): Ovidiu Hațegan | Asistencia: 83 716 espectadores Árbitro(s): Ovidiu Hațegan |

| Uniformes | Uniformes |
| --------- | --------- |
|           |           |

#### Francia vs España
| 28 de marzo de 2017 | Francia | 0:2 (0:0) | España                          | Stade de France, Saint-Denis                             |                                                          |
|                     |         |           | Silva 68' (pen.) · Deulofeu 77' | Asistencia: 79 021 espectadores Árbitro(s): Felix Zwayer | Asistencia: 79 021 espectadores Árbitro(s): Felix Zwayer |

| Uniformes | Uniformes |
| --------- | --------- |
|           |           |

#### España vs Colombia
| 7 de junio de 2017 | España                 | 2:2 (1:0) | Colombia                 | Enrique Roca de Murcia, Murcia                            |                                                           |
|                    | Silva 10' · Morata 87' |           | Cardona 39' · Falcao 55' | Asistencia: 31 179 espectadores Árbitro(s): Slavko Vinčić | Asistencia: 31 179 espectadores Árbitro(s): Slavko Vinčić |

| Uniformes | Uniformes |
| --------- | --------- |
|           |           |

#### España vs Costa Rica
| 11 de noviembre de 2017 | España                                              | 5:0 (2:0) | Costa Rica | Estadio La Rosaleda, Málaga                                         |                                                                     |
|                         | Alba 6' · Morata 23' · Silva 51', 55' · Iniesta 73' |           |            | Asistencia: 30 000 espectadores Árbitro(s): Anastasios Sidiropoulos | Asistencia: 30 000 espectadores Árbitro(s): Anastasios Sidiropoulos |

| Uniformes | Uniformes |
| --------- | --------- |
|           |           |

#### Rusia vs España
| 15 de noviembre de 2017 | Rusia                           | 3:3 (1:2) | España                                 | Gazprom Arena, San Petersburgo                              |                                                             |
|                         | Smólov 41', 70' · Miranchuk 51' |           | Alba 9' · Ramos 35' (pen.), 53' (pen.) | Asistencia: 45 486 espectadores Árbitro(s): Gianluca Rocchi | Asistencia: 45 486 espectadores Árbitro(s): Gianluca Rocchi |

| Uniformes | Uniformes |
| --------- | --------- |
|           |           |

#### Alemania vs España
| 23 de marzo de 2018 | Alemania   | 1:1 (1:1) | España     | ESPRIT arena, Düsseldorf                                  |                                                           |
|                     | Müller 35' |           | Rodrigo 6' | Asistencia: 50 653 espectadores Árbitro(s): Willie Collum | Asistencia: 50 653 espectadores Árbitro(s): Willie Collum |

| Uniformes | Uniformes |
| --------- | --------- |
|           |           |

#### España vs. Argentina
| 27 de marzo de 2018 | España                                                     | 6:1 (2:1) | Argentina    | Estadio Wanda Metropolitano, Madrid                        |                                                            |
|                     | Costa 12' · Isco 27', 52', 74' · Alcántara 55' · Aspas 73' |           | Otamendi 39' | Asistencia: 65 541 espectadores Árbitro(s): Anthony Taylor | Asistencia: 65 541 espectadores Árbitro(s): Anthony Taylor |

| Uniformes | Uniformes |
| --------- | --------- |
|           |           |

#### España vs Suiza
| 3 de junio de 2018 | España        | 1:1 (1:0) | Suiza         | Estadio de la Cerámica, Villarreal                        |                                                           |
|                    | Odriozola 29' |           | Rodríguez 62' | Asistencia: 18 350 espectadores Árbitro(s): István Kovács | Asistencia: 18 350 espectadores Árbitro(s): István Kovács |

| Uniformes | Uniformes |
| --------- | --------- |
|           |           |

#### Túnez vs España
| 9 de junio de 2018 | Túnez | 0:1 (0:0) | España    | Estadio de Krasnodar, Krasnodar                         |                                                         |
|                    |       |           | Aspas 84' | Asistencia: 33 116 espectadores Árbitro(s): Bas Nijhuis | Asistencia: 33 116 espectadores Árbitro(s): Bas Nijhuis |

| Uniformes | Uniformes |
| --------- | --------- |
|           |           |

## Participación

### Lista de convocados iniesta jugaría su último mundial con 36 Años
La lista definitiva fue anunciada el 24 de mayo, pero el 13 de junio se anunció que Fernando Hierro sería finalmente el seleccionador, después de la destitución de Julen Lopetegui.
Técnico:  Fernando Hierro
| No. | Pos. | Jugador           | Fecha de nacimiento (edad)        | Apa. | Goles | Club               |
| --- | ---- | ----------------- | --------------------------------- | ---- | ----- | ------------------ |
| 1   | POR  | David de Gea      | 7 de noviembre de 1990 (27 años)  | 29   | 0     | Manchester United  |
| 2   | DEF  | Dani Carvajal     | 11 de enero de 1992 (26 años)     | 15   | 0     | Real Madrid        |
| 3   | DEF  | Gerard Piqué      | 2 de febrero de 1987 (31 años)    | 98   | 5     | Barcelona          |
| 4   | DEF  | Nacho Fernández   | 18 de enero de 1990 (28 años)     | 17   | 0     | Real Madrid        |
| 5   | MED  | Sergio Busquets   | 16 de julio de 1988 (29 años)     | 103  | 2     | Barcelona          |
| 6   | MED  | Andrés Iniesta    | 11 de mayo de 1984 (34 años)      | 127  | 14    | Barcelona          |
| 7   | MED  | Saúl Ñíguez       | 21 de noviembre de 1994 (23 años) | 10   | 0     | Atlético de Madrid |
| 8   | MED  | Koke              | 8 de enero de 1992 (26 años)      | 40   | 0     | Atlético de Madrid |
| 9   | DEL  | Rodrigo           | 6 de marzo de 1991 (27 años)      | 6    | 2     | Valencia           |
| 10  | MED  | Thiago Alcántara  | 11 de abril de 1991 (27 años)     | 29   | 2     | Bayern de Múnich   |
| 11  | DEL  | Lucas Vázquez     | 1 de julio de 1991 (26 años)      | 7    | 0     | Real Madrid        |
| 12  | DEF  | Álvaro Odriozola  | 14 de diciembre de 1995 (22 años) | 4    | 1     | Real Sociedad      |
| 13  | POR  | Kepa Arrizabalaga | 3 de octubre de 1994 (23 años)    | 1    | 0     | Athletic Club      |
| 14  | DEF  | César Azpilicueta | 28 de agosto de 1989 (28 años)    | 22   | 0     | Chelsea            |
| 15  | DEF  | Sergio Ramos      | 30 de marzo de 1986 (32 años)     | 152  | 13    | Real Madrid        |
| 16  | DEF  | Nacho Monreal     | 26 de febrero de 1986 (32 años)   | 22   | 1     | Arsenal            |
| 17  | DEL  | Iago Aspas        | 1 de agosto de 1987 (30 años)     | 10   | 5     | Celta Vigo         |
| 18  | DEF  | Jordi Alba        | 21 de marzo de 1989 (29 años)     | 62   | 8     | Barcelona          |
| 19  | DEL  | Diego Costa       | 7 de octubre de 1988 (29 años)    | 20   | 7     | Atlético de Madrid |
| 20  | MED  | Marco Asensio     | 21 de enero de 1996 (22 años)     | 12   | 0     | Real Madrid        |
| 21  | DEL  | David Silva       | 8 de enero de 1986 (32 años)      | 121  | 35    | Manchester City    |
| 22  | MED  | Isco              | 21 de abril de 1992 (26 años)     | 28   | 10    | Real Madrid        |
| 23  | POR  | Pepe Reina        | 31 de agosto de 1982 (35 años)    | 36   | 0     | Napoli             |

### Fase de grupos
| Selección | Pts | PJ | PG | PE | PP | GF | GC | Dif |
| --------- | --- | -- | -- | -- | -- | -- | -- | --- |
| España    | 5   | 3  | 1  | 2  | 0  | 6  | 5  | 1   |
| Portugal  | 5   | 3  | 1  | 2  | 0  | 5  | 4  | 1   |
| Irán      | 4   | 3  | 1  | 1  | 1  | 2  | 2  | 0   |
| Marruecos | 1   | 3  | 0  | 1  | 2  | 2  | 4  | -2  |

#### España vs. Portugal
| 15 de junio de 2018, 21:00 (UTC+3) | Portugal                  | 3:3 (2:1) | España                          | Fisht, Sochi                                                |                                                             |
|                                    | Ronaldo 4' (pen.) 44' 88' | Reporte   | Diego Costa 24' 55' · Nacho 58' | Asistencia: 43 866 espectadores Árbitro(s): Gianluca Rocchi | Asistencia: 43 866 espectadores Árbitro(s): Gianluca Rocchi |

|  |  |

| GK              | 1  | Rui Patrício      |     |     |
| RB              | 21 | Cédric Soares     |     |     |
| CB              | 3  | Pepe              |     |     |
| CB              | 6  | José Fonte        |     |     |
| LB              | 5  | Raphaël Guerreiro |     |     |
| CM              | 14 | William Carvalho  |     |     |
| CM              | 8  | João Moutinho     |     |     |
| RW              | 11 | Bernardo Silva    |     | 69' |
| AM              | 17 | Guedes            |     | 80' |
| LW              | 16 | Bruno Fernandes   | 28' | 68' |
| CF              | 7  | Cristiano Ronaldo |     |     |
| Cambios:        |    |                   |     |     |
| MF              | 10 | João Mário        |     | 68' |
| FW              | 20 | Ricardo Quaresma  |     | 69' |
| FW              | 9  | André Silva       |     | 80' |
| Entrenador:     |    |                   |     |     |
| Fernando Santos |    |                   |     |     |

| GK              | 1  | David de Gea  |     |     |
| RB              | 4  | Nacho         |     |     |
| CB              | 3  | Piqué         |     |     |
| CB              | 15 | Ramos         |     |     |
| LB              | 18 | Jordi Alba    |     |     |
| CM              | 5  | Busquets      | 17' |     |
| CM              | 8  | Koke          |     |     |
| RW              | 21 | Silva         |     | 86' |
| AM              | 22 | Isco          |     |     |
| LW              | 6  | Iniesta       |     | 70' |
| CF              | 19 | Diego Costa   |     | 77' |
| Cambios:        |    |               |     |     |
| MF              | 10 | Thiago        |     | 70' |
| FW              | 17 | Iago Aspas    |     | 77' |
| FW              | 11 | Lucas Vázquez |     | 86' |
| Entrenador:     |    |               |     |     |
| Fernando Hierro |    |               |     |     |

| Jugador del Partido: Cristiano Ronaldo Árbitros asistentes: Elenito Di Liberatore Mauro Tonolini Cuarto árbitro: Ryuji Sato Quinto árbitro: Toru Sagara Árbitro asistente de video: Massimiliano Irrati Árbitros asistentes del árbitro asistente de video: Paolo Valeri Carlos Astroza Daniele Orsato |

#### Irán vs. España
| 20 de junio de 2018 | Irán | 0:1 (0:0) | España          | Kazán Arena, Kazán                                       |                                                          |
| 21:00 MSK (UTC+3)   |      | Reporte   | Diego Costa 54' | Asistencia: 42 718 espectadores Árbitro(s): Andrés Cunha | Asistencia: 42 718 espectadores Árbitro(s): Andrés Cunha |

|  |  |

| GK             | 1  | Beiravand     |       |     |
| RB             | 23 | Rezaeian      |       |     |
| CB             | 19 | Hosseini      |       |     |
| CB             | 8  | Pouraligandji |       |     |
| LB             | 3  | Hajsafi       |       | 69' |
| CM             | 9  | Ebrahimi      | 90+2' |     |
| CM             | 6  | Ezatolahi     |       |     |
| RW             | 10 | Ansarifard    |       | 74' |
| AM             | 17 | Taremi        |       |     |
| LW             | 11 | Amiri         | 79'   | 86' |
| CF             | 20 | Azmoun        |       |     |
| Cambios:       |    |               |       |     |
| DF             | 5  | Mohammadi     |       | 69' |
| FW             | 18 | Jahanbakhsh   |       | 74' |
| FW             | 14 | Ghoddos       |       | 86' |
| Entrenador:    |    |               |       |     |
| Carlos Queiroz |    |               |       |     |

| GK              | 1  | De Gea        |  |     |
| RB              | 2  | Carvajal      |  |     |
| CB              | 3  | Piqué         |  |     |
| CB              | 15 | Ramos         |  |     |
| LB              | 18 | Jordi Alba    |  |     |
| CM              | 5  | Busquets      |  |     |
| CM              | 6  | Iniesta       |  | 71' |
| RW              | 21 | Silva         |  |     |
| AM              | 22 | Isco          |  |     |
| LW              | 11 | Lucas Vázquez |  | 79' |
| CF              | 19 | Diego Costa   |  | 89' |
| Cambios:        |    |               |  |     |
| MF              | 8  | Koke          |  | 71' |
| MF              | 20 | Asensio       |  | 79' |
| FW              | 9  | Rodrigo       |  | 89' |
| Entrenador:     |    |               |  |     |
| Fernando Hierro |    |               |  |     |

| Jugador del Partido: Diego Costa Árbitros asistentes: Nicolás Tarán Mauricio Espinosa Cuarto árbitro: Julio Bascuñán Quinto árbitro: Christian Schiemann Árbitro asistente de video: Mauro Vigliano Árbitros asistentes del árbitro asistente de video: Wilton Sampaio Alexander Guzmán Massimiliano Irrati |

#### España vs. Marruecos
| 25 de junio de 2018, 20:00 (UTC+2) | España                  | 2:2 (1:1) | Marruecos                   | Arena Baltika, Kaliningrado |                             |
|                                    | Isco 19' · Aspas 90'+1' | Reporte   | Boutaïb 14' · En-Nesyri 81' | Árbitro(s): Ravshan Irmatov | Árbitro(s): Ravshan Irmatov |

|  |  |

| GK              | 1  | De Gea      |  |     |
| RB              | 2  | Carvajal    |  |     |
| CB              | 3  | Piqué       |  |     |
| CB              | 15 | Ramos       |  |     |
| LB              | 18 | Jordi Alba  |  |     |
| CM              | 5  | Busquets    |  |     |
| CM              | 10 | Thiago      |  | 74' |
| RW              | 21 | Silva       |  | 84' |
| AM              | 22 | Isco        |  |     |
| LW              | 6  | Iniesta     |  |     |
| CF              | 19 | Diego Costa |  | 74' |
| Cambios:        |    |             |  |     |
| FW              | 17 | Iago Aspas  |  | 74' |
| MF              | 20 | Asensio     |  | 74' |
| FW              | 9  | Rodrigo     |  | 84' |
| Entrenador:     |    |             |  |     |
| Fernando Hierro |    |             |  |     |

| GK           | 12 | Munir       | 88'   |     |
| RB           | 17 | Dirar       |       |     |
| CB           | 4  | Da Costa    | 31'   |     |
| CB           | 6  | Saïss       |       |     |
| LB           | 2  | Achraf      | 90+3' |     |
| CM           | 8  | El Ahmadi   | 22'   |     |
| CM           | 14 | Boussoufa   | 31'   |     |
| RW           | 16 | Amrabat     | 29'   |     |
| AM           | 10 | Belhanda    |       | 63' |
| LW           | 7  | Ziyech      |       | 85' |
| CF           | 13 | Boutaïb     |       | 72' |
| Cambios:     |    |             |       |     |
| MF           | 11 | Fayçal Fajr |       | 63' |
| FW           | 19 | En-Nesyri   |       | 72' |
| FW           | 20 | Bouhaddouz  |       | 85' |
| Entrenador:  |    |             |       |     |
| Hervé Renard |    |             |       |     |

| Jugador del Partido: Isco Árbitros asistentes: Abdukhamidullo Rasulov Jakhongir Saidov Cuarto árbitro: Mohammed Abdulla Hassan Mohamed Quinto árbitro: Mohamed Al Hammadi Árbitro asistente de video: Felix Zwayer Árbitros asistentes del árbitro asistente de video: Bastian Dankert Mark Borsch Danny Makkelie |

### Octavos de final

#### España vs. Rusia
| 1 de julio de 2018 | España                                 | 1:1 (1:1, 1:1) (t. s.)(3:4 p.) | Rusia                                      | Luzhniki, Moscú                                           |                                                           |
| 17:00 MSK (UTC+3)  | Ignashévich 12' (a.g.)                 | Reporte                        | Dziuba 41' (pen.)                          | Asistencia: 78 011 espectadores Árbitro(s): Björn Kuipers | Asistencia: 78 011 espectadores Árbitro(s): Björn Kuipers |
|                    |                                        | Tiros desde el punto penal     |                                            |                                                           |                                                           |
|                    | Iniesta · Piqué · Koke · Ramos · Aspas |                                | Smólov · Ignashévich · Golovín · Chéryshev |                                                           |                                                           |

|  |  |

| POR             | 1  | De Gea      |     |      |
| DEF             | 4  | Nacho       | 70' |      |
| DEF             | 3  | Piqué       | 40' |      |
| DEF             | 15 | Ramos       |     |      |
| DEF             | 18 | Jordi Alba  |     |      |
| MED             | 8  | Koke        |     |      |
| MED             | 5  | Busquets    |     |      |
| MED             | 20 | Asensio     |     | 104' |
| MED             | 22 | Isco        |     |      |
| MED             | 21 | Silva       | 67' |      |
| DEL             | 19 | Diego Costa | 80' |      |
| Cambios:        |    |             |     |      |
| MED             | 6  | Iniesta     |     | 67'  |
| DEF             | 2  | Carvajal    |     | 70'  |
| DEL             | 17 | Iago Aspas  |     | 80'  |
| DEL             | 9  | Rodrigo     |     | 104' |
| Entrenador:     |    |             |     |      |
| Fernando Hierro |    |             |     |      |

| POR                  | 1  | Akinféyev       |     |     |
| DEF                  | 2  | Mário Fernandes |     |     |
| DEF                  | 3  | Kutépov         | 54' |     |
| DEF                  | 4  | Ignashévich     |     |     |
| DEF                  | 18 | Zhirkov         | 46' |     |
| DEF                  | 13 | Kudriashov      |     |     |
| MED                  | 7  | Kuziáyev        | 97' |     |
| MED                  | 11 | Zobnin          |     |     |
| MED                  | 19 | Samédov         | 61' |     |
| DEL                  | 17 | Golovín         |     |     |
| DEL                  | 22 | Dziuba          | 65' |     |
| Cambios:             |    |                 |     |     |
| DEF                  | 14 | Granat          |     | 46' |
| MED                  | 6  | Chéryshev       |     | 61' |
| DEL                  | 10 | Smólov          | 65' |     |
| MED                  | 21 | Yerojin         | 97' |     |
| Entrenador:          |    |                 |     |     |
| Stanislav Cherchésov |    |                 |     |     |

| Jugador del Partido: Ígor Akinféyev Árbitros asistentes: Luciano el lu Erwin Zeinstra Cuarto árbitro: Clément Turpin Árbitro asistente de video: Danny Makkelie Árbitros asistentes del árbitro asistente de video: Mark Borsch Paweł Gil Felix Zwayer |

## Estadísticas

### Participación de jugadores
| #  | Pos            | Jugador           | PJ | Minutos jugados | Goles | Asistencias | Tarjetas Amarillas | Doble tarjeta amarilla y roja | Tarjetas rojas |
| -- | -------------- | ----------------- | -- | --------------- | ----- | ----------- | ------------------ | ----------------------------- | -------------- |
| 2  | Defensa        | Daniel Carvajal   | 3  | 230             | 0     | 0           | 0                  | 0                             | 0              |
| 3  | Defensa        | Gerard Piqué      | 4  | 390             | 0     | 0           | 1                  | 0                             | 0              |
| 4  | Defensa        | Nacho Fernández   | 2  | 160             | 1     | 0           | 0                  | 0                             | 0              |
| 12 | Defensa        | Álvaro Odriozola  | 0  | 0               | 0     | 0           | 0                  | 0                             | 0              |
| 14 | Defensa        | César Azpilicueta | 0  | 0               | 0     | 0           | 0                  | 0                             | 0              |
| 15 | Defensa        | Sergio Ramos      | 4  | 390             | 0     | 0           | 0                  | 0                             | 0              |
| 16 | Defensa        | Nacho Monreal     | 0  | 0               | 0     | 0           | 0                  | 0                             | 0              |
| 18 | Defensa        | Jordi Alba        | 4  | 390             | 0     | 0           | 0                  | 0                             | 0              |
| 5  | Centrocampista | Sergio Busquets   | 4  | 390             | 0     | 0           | 1                  | 0                             | 0              |
| 6  | Centrocampista | Andrés Iniesta    | 4  | 284             | 0     | 0           | 0                  | 0                             | 0              |
| 7  | Centrocampista | Saúl Ñíguez       | 0  | 0               | 0     | 0           | 0                  | 0                             | 0              |
| 8  | Centrocampista | Koke Resurrección | 3  | 229             | 0     | 0           | 0                  | 0                             | 0              |
| 10 | Centrocampista | Thiago Alcántara  | 2  | 94              | 0     | 0           | 0                  | 0                             | 0              |
| 20 | Centrocampista | Marco Asensio     | 3  | 131             | 0     | 0           | 0                  | 0                             | 0              |
| 21 | Centrocampista | David Silva       | 4  | 327             | 0     | 0           | 0                  | 0                             | 0              |
| 22 | Centrocampista | Isco              | 4  | 390             | 1     | 0           | 0                  | 0                             | 0              |
| 9  | Delantero      | Rodrigo Moreno    | 3  | 23              | 0     | 0           | 0                  | 0                             | 0              |
| 11 | Delantero      | Lucas Vázquez     | 2  | 83              | 0     | 0           | 0                  | 0                             | 0              |
| 17 | Delantero      | Iago Aspas        | 3  | 69              | 1     | 0           | 0                  | 0                             | 0              |
| 19 | Delantero      | Diego Costa       | 4  | 320             | 3     | 0           | 0                  | 0                             | 0              |

| #  | Pos        | Jugador           | PJ | Minutos jugados | Goles recibidos | Atajos | Tarjetas amarillas | Doble tarjeta amarilla y roja | Tarjetas rojas |
| -- | ---------- | ----------------- | -- | --------------- | --------------- | ------ | ------------------ | ----------------------------- | -------------- |
| 1  | Guardameta | David de Gea      | 4  | 390             | 0               | 1      | 0                  | 0                             | 0              |
| 13 | Guardameta | Kepa Arrizabalaga | 0  | 0               | 0               | 0      | 0                  | 0                             | 0              |
| 23 | Guardameta | Pepe Reina        | 0  | 0               | 0               | 0      | 0                  | 0                             | 0              |